# Tornei di tennis femminili nel 1962
Prima della nascita del WTA Tour, ossia l'apertura alle tenniste professioniste dei tornei che prima di quell'anno erano riservati alle tenniste dilettanti, tutti gli eventi più importanti erano amatoriali, tra questi c'erano i tornei del Grande Slam: gli Australian Championships, gli Internazionali di Francia, il Torneo di Wimbledon e gli U.S. National Championships.

## Calendario

### Gennaio
| Settimana  | Torneo                                                                                   | Vincitore                                            | Finalista                               | Semifinalisti | Eliminati ai quarti |
| ---------- | ---------------------------------------------------------------------------------------- | ---------------------------------------------------- | --------------------------------------- | ------------- | ------------------- |
| 2 gennaio  | Sydney Manly Seaside Championships 1962 Sydney, Australia Erba Singolare - Doppio        | Margaret Smith-Court 6-3 6-0                         | Jan Lehane                              |               |                     |
| 2 gennaio  | Sydney Manly Seaside Championships 1962 Sydney, Australia Erba Singolare - Doppio        | Darlene Hard Mary Carter-Reitano 6-3 6-4             | Margaret Smith-Court Judy Tegart-Dalton |               |                     |
| 3 gennaio  | Coupe Falcoumbridge 1962 Valencia, Spagna Singolare - Doppio                             | Edda Buding 6-2 6-3                                  | Rosa Maria Reyes Darmon                 |               |                     |
| 3 gennaio  | Coupe Falcoumbridge 1962 Valencia, Spagna Singolare - Doppio                             |                                                      |                                         |               |                     |
| 6 gennaio  | Western Province Championships 1962 Città del Capo, Sudafrica Cemento Singolare - Doppio | Ann Haydon Jones 1-6 6-1 6-2                         | Sandra Reynolds-Price                   |               |                     |
| 6 gennaio  | Western Province Championships 1962 Città del Capo, Sudafrica Cemento Singolare - Doppio | Sandra Reynolds-Price Renee Schuurman 0-6 6-2 6-2    | Ann Haydon Jones Christine Truman       |               |                     |
| 6 gennaio  | Border Championships 1962 East London, Sudafrica Cemento Singolare - Doppio              | Renee Schuurman 6-4 8-6                              | Christine Truman                        |               |                     |
| 6 gennaio  | Border Championships 1962 East London, Sudafrica Cemento Singolare - Doppio              | Renee Schurmann Christine Truman 6-4 6-4             | Deidre Catt Ann Haydon                  |               |                     |
| 12 gennaio | North Island Championships 1962 Hamilton, Nuova Zelanda Singolare - Doppio               | Ruia Morrison-Davy 9-7 6-1                           | Judy Davidson                           |               |                     |
| 12 gennaio | North Island Championships 1962 Hamilton, Nuova Zelanda Singolare - Doppio               |                                                      |                                         |               |                     |
| 14 gennaio | Florida State Championships 1962 Orlando, USA Terra rossa Singolare - Doppio             | Margaret Hellyer 6-3 6-2                             | Connie Ball                             |               |                     |
| 14 gennaio | Florida State Championships 1962 Orlando, USA Terra rossa Singolare - Doppio             |                                                      |                                         |               |                     |
| 15 gennaio | New Zealand Championships 1962 Christchurch, Nuova Zelanda Erba Singolare - Doppio       | Judy Davidson 6-3 6-4                                | Patsy Belton                            |               |                     |
| 15 gennaio | New Zealand Championships 1962 Christchurch, Nuova Zelanda Erba Singolare - Doppio       | Ruia Morrison-Davy Anne Smith 9-7 5-7 6-2            | Judy Davidson M Johnson                 |               |                     |
| 15 gennaio | Australian Championships 1962 Sydney, Australia Erba Singolare - Doppio                  | Margaret Smith-Court 6-0 6-2                         | Jan Lehane                              |               |                     |
| 15 gennaio | Australian Championships 1962 Sydney, Australia Erba Singolare - Doppio                  | Robyn Ebbern Margaret Smith-Court 6-4 6-4            | Darlene Hard Mary Carter-Reitano        |               |                     |
| 21 gennaio | Auckland International Wills 1962 Auckland, Nuova Zelanda Erba Singolare - Doppio        | Darlene Hard 7-5 7-5                                 | Ruia Morrison-Davy                      |               |                     |
| 21 gennaio | Auckland International Wills 1962 Auckland, Nuova Zelanda Erba Singolare - Doppio        | Darlene Hard Elizabeth Terry 9-7 8-6                 | Ruia Morrison-Davy Anne Smith           |               |                     |
| 21 gennaio | Natal Championships 1962 Durban, Sudafrica Cemento Singolare - Doppio                    | Ann Haydon Jones 6-2 6-0                             | Annette Van Zyl                         |               |                     |
| 21 gennaio | Natal Championships 1962 Durban, Sudafrica Cemento Singolare - Doppio                    |                                                      |                                         |               |                     |
| 21 gennaio | Natal Championships 1962 Durban, Sudafrica Cemento Singolare - Doppio                    | Doppio misto: Renee Schuurman Bob Mark               |                                         |               |                     |
| 21 gennaio | West India Championships 1962 Bombay, India Singolare - Doppio                           | Pia Balling 6-1 6-0                                  | Dechu Appiah                            |               |                     |
| 21 gennaio | West India Championships 1962 Bombay, India Singolare - Doppio                           |                                                      |                                         |               |                     |
| 28 gennaio | City of Miami Championships 1962 Miami, USA Terra rossa Singolare - Doppio               | Margaret Hellyer 6-2 6-2                             | Stephanie De Fina                       |               |                     |
| 28 gennaio | City of Miami Championships 1962 Miami, USA Terra rossa Singolare - Doppio               |                                                      |                                         |               |                     |
| 28 gennaio | Thunderbird Classic 1962 Phoenix, USA Cemento Singolare - Doppio                         | Nancy Richey 6-3 7-5                                 | Karen Hantze Susman                     |               |                     |
| 28 gennaio | Thunderbird Classic 1962 Phoenix, USA Cemento Singolare - Doppio                         |                                                      |                                         |               |                     |
| 28 gennaio | Thunderbird Classic 1962 Phoenix, USA Cemento Singolare - Doppio                         | Doppio misto: Karen Hantze Susman Rod Susman 9-7 8-6 | Nancy Richey Thorvald Moe               |               |                     |
| 30 gennaio | Tasmanian Championships 1962 Hobart, Australia Singolare - Doppio                        | Margaret Smith-Court 7-5 6-0                         | Robyn Ebbern                            |               |                     |
| 30 gennaio | Tasmanian Championships 1962 Hobart, Australia Singolare - Doppio                        | Robyn Ebbern Margaret Smith 9-7 8-6                  | Jill Blackman Kaye Dening               |               |                     |

### Febbraio
| Settimana   | Torneo                                                                                                  | Vincitore                                              | Finalista                           | Semifinalisti | Eliminati ai quarti |
| ----------- | --- | ------------------------------------------------------ | ----------------------------------- | ------------- | ------------------- |
| 4 febbraio  | German Covered Court Championships 1962 Brema, Germania Campo indoor Singolare - Doppio                 | Elizabeth Starkie 6-4 2-6 6-3                          | Renata Ostermann                    |               |                     |
| 4 febbraio  | German Covered Court Championships 1962 Brema, Germania Campo indoor Singolare - Doppio                 | Christiane Mercelis Renata Ostermann 8-6 4-6 6-4       | Edda Buding Helga Schultze-Hösl     |               |                     |
| 4 febbraio  | German Covered Court Championships 1962 Brema, Germania Campo indoor Singolare - Doppio                 | Doppio misto: Elizabeth Starkie Johansson 7-5 4-6 6-1  | Renate Ostermann Maurizio Drisaldi  |               |                     |
| 4 febbraio  | Asian Championships 1962 Calcutta, India Singolare - Doppio                                             | Lesley Turner Bowrey 6-3 6-2                           | Madonna Schacht                     |               |                     |
| 4 febbraio  | Asian Championships 1962 Calcutta, India Singolare - Doppio                                             | Madonna Schacht Lesley Turner Bowrey 6-1 3-6 6-1       | Roy Emerson Madonna Schacht         |               |                     |
| 4 febbraio  | Asian Championships 1962 Calcutta, India Singolare - Doppio                                             | Doppio misto: Fred Stolle Lesley Turner Bowrey 6-4 6-1 | Dechu Appiah Pia Balling            |               |                     |
| 4 febbraio  | Austin Smith Championships 1962 Fort Lauderdale, USA Terra rossa Singolare - Doppio                     | Margaret Hellyer 6-4 6-3                               | Stephanie De Fina                   |               |                     |
| 4 febbraio  | Austin Smith Championships 1962 Fort Lauderdale, USA Terra rossa Singolare - Doppio                     | Margaret Hellyer Estella Matos 6-3 6-4                 | Margaret Babbitt Stephanie De Fina  |               |                     |
| 4 febbraio  | Western Suburbs Championships 1962 Sydney, Australia Singolare - Doppio                                 | Jill Blackman 6-3 6-3                                  | Kaye Dening                         |               |                     |
| 4 febbraio  | Western Suburbs Championships 1962 Sydney, Australia Singolare - Doppio                                 |                                                        |                                     |               |                     |
| 11 febbraio | Central Indian Championships 1962 Allahabad, India Singolare - Doppio                                   | Lesley Turner Bowrey 6-1 3-6 6-2                       | Madonna Schacht                     |               |                     |
| 11 febbraio | Central Indian Championships 1962 Allahabad, India Singolare - Doppio                                   |                                                        |                                     |               |                     |
| 11 febbraio | Central Indian Championships 1962 Allahabad, India Singolare - Doppio                                   | Doppio misto: Lesley Turner Fred Stolle 6-1 6-4        | Madonna Schacht Warren Jacques      |               |                     |
| 11 febbraio | Scandanavian Covered Court Championships 1962 Oslo, Norvegia Campo indoor Singolare - Doppio            | Ann Haydon Jones 6-2 6-4                               | Deidre Catt                         |               |                     |
| 11 febbraio | Scandanavian Covered Court Championships 1962 Oslo, Norvegia Campo indoor Singolare - Doppio            | Deidre Catt Ann Haydon Jones 6-2 6-3                   | Katarina Frendelius Gudrun Rosin    |               |                     |
| 11 febbraio | South Florida Championships 1962 West Palm Beach, USA Terra rossa Singolare - Doppio                    | Stephanie De Fina 8-6 6-2                              | Nancy Montgomery                    |               |                     |
| 11 febbraio | South Florida Championships 1962 West Palm Beach, USA Terra rossa Singolare - Doppio                    |                                                        |                                     |               |                     |
| 18 febbraio | Northern Indian Championships 1962 New Delhi, India Singolare - Doppio                                  | Lesley Turner Bowrey 6-1 6-3                           | Madonna Schacht                     |               |                     |
| 18 febbraio | Northern Indian Championships 1962 New Delhi, India Singolare - Doppio                                  |                                                        |                                     |               |                     |
| 18 febbraio | Northern Indian Championships 1962 New Delhi, India Singolare - Doppio                                  | Doppio misto: Lesley Turner Roy Emerson 6-4 6-3        | Parveen Ahmed Atushi Miyagi         |               |                     |
| 18 febbraio | French Covered Court Championships 1962 Parigi, Francia Campo indoor Singolare - Doppio                 | Ann Haydon Jones 6-3 6-1                               | Rosa Maria Reyes Darmon             |               |                     |
| 18 febbraio | French Covered Court Championships 1962 Parigi, Francia Campo indoor Singolare - Doppio                 | Coste Ann Haydon Jones 6-3 4-6 6-2                     | Rosa Maria Reyes Darmon Aline Nenot |               |                     |
| 18 febbraio | Philippines International Championships 1962 Manila, Filippine Erba Singolare - Doppio                  | Dorothy Knode-Head 6-2 6-1                             | Desidera Ampon                      |               |                     |
| 18 febbraio | Philippines International Championships 1962 Manila, Filippine Erba Singolare - Doppio                  | Reiko Miyagi Fukui 6-1 6-3                             | Desidera Ampon Patricia Yngayo      |               |                     |
| 18 febbraio | Pan American International Championships 1962 Città del Messico, Messico Terra rossa Singolare - Doppio | Yola Ramírez 6-3 6-1                                   | Elizabeth Starkie                   |               |                     |
| 18 febbraio | Pan American International Championships 1962 Città del Messico, Messico Terra rossa Singolare - Doppio | Edda Buding Yola Ramírez 6-2 6-2                       | Margaret Hellyer Elizabeth Starkie  |               |                     |
| 23 febbraio | Auckland Championships 1962 Auckland, Nuova Zelanda Erba Singolare - Doppio                             | Heather Robson 4-6 6-3 7-5                             | Patsy Belton                        |               |                     |
| 23 febbraio | Auckland Championships 1962 Auckland, Nuova Zelanda Erba Singolare - Doppio                             | Ruia Morrison-Davy Heather Robson 6-1 6-2              | Patsy Belton Fay Lobb               |               |                     |
| 24 febbraio | British Covered Court Championships 1962 Londra, Gran Bretagna Campo indoor Singolare - Doppio          | Ann Haydon Jones 6-4 4-6 9-7                           | Christine Truman                    |               |                     |
| 24 febbraio | British Covered Court Championships 1962 Londra, Gran Bretagna Campo indoor Singolare - Doppio          | Ann Haydon Jones Christine Truman 6-1 6-1              | Pauline Roberts Pat Roberts         |               |                     |
| 24 febbraio | British Covered Court Championships 1962 Londra, Gran Bretagna Campo indoor Singolare - Doppio          | Doppio misto: Rosie Reyes Darmon Pierre Darmon         |                                     |               |                     |
| 25 febbraio | Punjab Championships 1962 Amritsar, India Singolare - Doppio                                            | Madonna Schacht 4-6 6-3 6-4                            | Pia Balling                         |               |                     |
| 25 febbraio | Punjab Championships 1962 Amritsar, India Singolare - Doppio                                            |                                                        |                                     |               |                     |
| 25 febbraio | Monte Carlo Championships 1962 Monte Carlo, Monte Carlo Terra rossa Singolare - Doppio                  | Lea Pericoli 6-3 7-5                                   | Ann Barclay                         |               |                     |
| 25 febbraio | Monte Carlo Championships 1962 Monte Carlo, Monte Carlo Terra rossa Singolare - Doppio                  | Florence de la Courtie Françoise Dürr                  | Kaye Dening Mary Bevis-Hawton       |               |                     |
| 25 febbraio | Dixie Championships 1962 Tampa, USA Terra rossa Singolare - Doppio                                      | Edda Buding 6-1 6-3                                    | Elizabeth Starkie                   |               |                     |
| 25 febbraio | Dixie Championships 1962 Tampa, USA Terra rossa Singolare - Doppio                                      | Edda Buding Elizabeth Starkie 6-1 6-3                  | Judy Alvarez Margaret Hellyer       |               |                     |

### Marzo
| Settimana | Torneo | Vincitore                                                   | Finalista                                       | Semifinalisti | Eliminati ai quarti |
| --------- | --- | ----------------------------------------------------------- | ----------------------------------------------- | ------------- | ------------------- |
| marzo     | OFS Championships 1962 Bloemfontein, Sudafrica Singolare - Doppio                                                | Koortzen-Forbes                                             | non conosciuta (bandiera)                       |               |                     |
| marzo     | OFS Championships 1962 Bloemfontein, Sudafrica Singolare - Doppio                                                |                                                             |                                                 |               |                     |
| 2 marzo   | US Indoors 1962 Boston, USA Campo indoor Singolare - Doppio                                                      | Carole Wright 6-4 3-6 6-3                                   | Belmar Gunderson                                |               |                     |
| 2 marzo   | US Indoors 1962 Boston, USA Campo indoor Singolare - Doppio                                                      | Belmar Gunderson Jeffery 6-8 6-4 6-2                        | Christian Carole Wright                         |               |                     |
| 5 marzo   | Good Neighbor Tournament 1962 Miami, USA Terra rossa Singolare - Doppio                                          | Renee Schuurman 6-4 6-4                                     | Christine Truman                                |               |                     |
| 5 marzo   | Good Neighbor Tournament 1962 Miami, USA Terra rossa Singolare - Doppio                                          | Christine Truman Renee Schuurman 7-5 7-5                    | Edda Buding Elizabeth Starkie                   |               |                     |
| 5 marzo   | Perth Championships 1962 Perth, Australia Singolare - Doppio                                                     | Helen Plaisted 6-3 9-7                                      | Brand                                           |               |                     |
| 5 marzo   | Perth Championships 1962 Perth, Australia Singolare - Doppio                                                     |                                                             |                                                 |               |                     |
| 6 marzo   | Gallia Club Championships 1962 Cannes, Francia Terra rossa Singolare - Doppio                                    | Almut Sturm 6-4 6-4                                         | Rita Bentley                                    |               |                     |
| 6 marzo   | Gallia Club Championships 1962 Cannes, Francia Terra rossa Singolare - Doppio                                    | Lucia Bassi Marta Peterdy-Wolf 4-6 6-4 6-3                  | Rita Bentley Wilson                             |               |                     |
| 6 marzo   | Gallia Club Championships 1962 Cannes, Francia Terra rossa Singolare - Doppio                                    | Doppio misto: Rita Bentley Marty Mulligan 7-5 6-2           | Marta Peterdy Barry Moore-Phillips              |               |                     |
| 11 marzo  | Coupe Georges Cozon 1962 Lione, Francia Campo indoor Singolare - Doppio                                          | Rosa Maria Reyes Darmon 3-6 6-4 6-3                         | Josette Billaz                                  |               |                     |
| 11 marzo  | Coupe Georges Cozon 1962 Lione, Francia Campo indoor Singolare - Doppio                                          |                                                             |                                                 |               |                     |
| 11 marzo  | Coupe Georges Cozon 1962 Lione, Francia Campo indoor Singolare - Doppio                                          | Doppio misto: Rosa Maria Reyes Darmon Pierre Darmon 7-5 6-2 | Josette Billaz Robin Sanders                    |               |                     |
| 11 marzo  | Caribbean Championships 1962 Montego Bay, Giamaica Erba Singolare - Doppio                                       | Darlene Hard 6-4 7-5                                        | Edda Buding                                     |               |                     |
| 11 marzo  | Caribbean Championships 1962 Montego Bay, Giamaica Erba Singolare - Doppio                                       | Maria Bueno Darlene Hard 6-2 6-2                            | Edda Buding Yola Ramírez                        |               |                     |
| 11 marzo  | Moscow International Indoor Championships 1962 Mosca, URSS Singolare - Doppio                                    | Anna Dmitrieva Tolstoy 6-2 7-5                              | Lea Pericoli                                    |               |                     |
| 11 marzo  | Moscow International Indoor Championships 1962 Mosca, URSS Singolare - Doppio                                    | Jan Lehane Lesley Turner Bowrey                             | Robyn Ebbern Madonna Schacht                    |               |                     |
| 11 marzo  | New South Wales Hard Court Championships 1962 Young, Australia Singolare - Doppio                                | Jan Lehane 6-1 5-7 8-6                                      | Lesley Turner Bowrey                            |               |                     |
| 11 marzo  | New South Wales Hard Court Championships 1962 Young, Australia Singolare - Doppio                                |                                                             |                                                 |               |                     |
| 12 marzo  | Egyptian International Cairo Championships 1962 Il Cairo, Egitto Terra rossa Singolare - Doppio                  | Donna Floyd-Fales 6-0 6-3                                   | Lorna Cawthorn                                  |               |                     |
| 12 marzo  | Egyptian International Cairo Championships 1962 Il Cairo, Egitto Terra rossa Singolare - Doppio                  |                                                             |                                                 |               |                     |
| 12 marzo  | Torneo di Beaulieu 1962 Cannes, Francia Terra rossa Singolare - Doppio                                           | Deidre Catt 8-6 1-6 6-1                                     | Rita Bentley                                    |               |                     |
| 12 marzo  | Torneo di Beaulieu 1962 Cannes, Francia Terra rossa Singolare - Doppio                                           | Lucia Bassi Roberta Beltrame 6-2 6-8 6-2                    | Helga Niessen Masthoff Heide Schildeknecht-Orth |               |                     |
| 18 marzo  | Egyptian International Alexandria Championships 1962 Alessandria d'Egitto, Egitto Terra rossa Singolare - Doppio | Donna Floyd-Fales 9-7 7-9 6-2                               | Lorna Cawthorn                                  |               |                     |
| 18 marzo  | Egyptian International Alexandria Championships 1962 Alessandria d'Egitto, Egitto Terra rossa Singolare - Doppio | Lorna Cawthorn Clelia Gaeta 6-4 4-6 6-1                     | Pia Balling Donna Floyd-Fales                   |               |                     |
| 18 marzo  | Colombia International 1962 Barranquilla, Colombia Singolare - Doppio                                            | Renee Schuurman 6-2 6-4                                     | Yola Ramírez                                    |               |                     |
| 18 marzo  | Colombia International 1962 Barranquilla, Colombia Singolare - Doppio                                            | Maria Ester Bueno Darlene Hard 6-1 6-4                      | Renee Schuurman Christine Truman                |               |                     |
| 18 marzo  | Colombia International 1962 Barranquilla, Colombia Singolare - Doppio                                            | Doppio misto: Darlene Hard Rod Laver 6-3 6-2                | Renee Schuurman Mike Sangster                   |               |                     |
| 18 marzo  | Carlton Club Championships 1962 Cannes, Francia Terra rossa Singolare - Doppio                                   | Almut Sturm 7-5 6-1                                         | Helga Niessen Masthoff                          |               |                     |
| 18 marzo  | Carlton Club Championships 1962 Cannes, Francia Terra rossa Singolare - Doppio                                   | Rita Bentley Deidre Catt 6-1 6-3                            | Helga Niessen Masthoff Heide Schildeknecht-Orth |               |                     |
| 18 marzo  | Carlton Club Championships 1962 Cannes, Francia Terra rossa Singolare - Doppio                                   | Doppio misto: Mrs Alan Mills Alan Mills 6-1 6-2             | Roberta Beltrame John Hillebrand                |               |                     |
| 25 marzo  | Caracas Altamira International 1962 Caracas, Venezuela Singolare - Doppio                                        | Maria Esther Bueno 6-2 5-7 6-2                              | Darlene Hard                                    |               |                     |
| 25 marzo  | Caracas Altamira International 1962 Caracas, Venezuela Singolare - Doppio                                        | Maria Ester Bueno Darlene Hard 6-1 6-1                      | Renee Schuurman Christine Truman                |               |                     |
| 25 marzo  | Riviera Championships 1962 Mentone, Francia Terra rossa Singolare - Doppio                                       | Francesca Gordigiani 7-9 9-7 6-4                            | Heide Schildeknecht-Orth                        |               |                     |
| 25 marzo  | Riviera Championships 1962 Mentone, Francia Terra rossa Singolare - Doppio                                       | Maria-Carmen Coronado Francesca Gordigiani 6-3 3-6 6-2      | Lucia Bassi Roberta Beltrame                    |               |                     |
| 25 marzo  | Coupe Andre-Ewbank 1962 Parigi, Francia Campo indoor Singolare - Doppio                                          | Florence de la Courtie 4-6 6-2 6-2                          | Rosa Maria Reyes Darmon                         |               |                     |
| 25 marzo  | Coupe Andre-Ewbank 1962 Parigi, Francia Campo indoor Singolare - Doppio                                          |                                                             |                                                 |               |                     |

### Aprile
| Settimana | Torneo                                                                                           | Vincitore                                         | Finalista                                    | Semifinalisti | Eliminati ai quarti |
| --------- | ------------------------------------------------------------------------------------------------ | ------------------------------------------------- | -------------------------------------------- | ------------- | ------------------- |
| aprile    | Northern California Championships 1962 Los Angeles, USA Singolare - Doppio                       | Gay 6-2 6-3                                       | Wedertz                                      |               |                     |
| aprile    | Northern California Championships 1962 Los Angeles, USA Singolare - Doppio                       |                                                   |                                              |               |                     |
| aprile    | Sarasota Invitation 1962 Sarasota, USA Singolare - Doppio                                        | Judy Alvarez                                      | Stephanie De Fina                            |               |                     |
| aprile    | Sarasota Invitation 1962 Sarasota, USA Singolare - Doppio                                        |                                                   |                                              |               |                     |
| aprile    | Southport Hard Court Championships 1962 Southport, Gran Bretagna Singolare - Doppio              | M. Cooper 6-1 6-4                                 | E.D. Smith                                   |               |                     |
| aprile    | Southport Hard Court Championships 1962 Southport, Gran Bretagna Singolare - Doppio              |                                                   |                                              |               |                     |
| 1º aprile | Torneo di Cap d'Antibes 1962 Cap d'Antibes, Francia Terra rossa Singolare - Doppio               | Helga Schultze-Hösl 3-6 6-1 7-5                   | Deidre Catt                                  |               |                     |
| 1º aprile | Torneo di Cap d'Antibes 1962 Cap d'Antibes, Francia Terra rossa Singolare - Doppio               | Couteiz Lucia Morales 6-2 3-6 6-2                 | Robin Blakelock-Lloyd Carole Rosser-Matheson |               |                     |
| 1º aprile | Caribe Hilton Championships 1962 San Juan, Porto Rico Cemento Singolare - Doppio                 | Gwen Thomas 3-6 6-2 6-3                           | Maria Esther Bueno                           |               |                     |
| 1º aprile | Caribe Hilton Championships 1962 San Juan, Porto Rico Cemento Singolare - Doppio                 | Maria Ester Bueno Darlene Hard 6-4 6-2            | Edda Buding Yola Ramírez                     |               |                     |
| 7 aprile  | Surrey Hard Court Championships 1962 Roehampton, Gran Bretagna Terra rossa Singolare - Doppio    | Angela Mortimer 6-2 6-3                           | Ann Haydon Jones                             |               |                     |
| 7 aprile  | Surrey Hard Court Championships 1962 Roehampton, Gran Bretagna Terra rossa Singolare - Doppio    | Angela Mortimer Ann Haydon Jones 6-3 6-4          | Pat Hird Caroline Yates-Bell                 |               |                     |
| 8 aprile  | Cannes Lawn Tennis Club Championships 1962 Cannes, Francia Terra rossa Singolare - Doppio        | Helga Schultze-Hösl 4-6 7-5 6-4                   | Deidre Catt                                  |               |                     |
| 8 aprile  | Cannes Lawn Tennis Club Championships 1962 Cannes, Francia Terra rossa Singolare - Doppio        | Christiane Mercelis Renata Ostermann 4-6 6-3 6-2  | Zsuzsa Körmöczy Helga Schultze-Hösl          |               |                     |
| 8 aprile  | Masters Invitational 1962 Saint Petersburg, USA Terra rossa Singolare - Doppio                   | Maria Esther Bueno 6-2 4-6 6-4                    | Darlene Hard                                 |               |                     |
| 8 aprile  | Masters Invitational 1962 Saint Petersburg, USA Terra rossa Singolare - Doppio                   | Maria Ester Bueno Darlene Hard 6-1 6-3            | Edda Buding Yola Ramírez                     |               |                     |
| 9 aprile  | Jakarta Raya Championships 1962 Giacarta, Indonesia Singolare - Doppio                           | Mien Suhadi                                       | Jo Suawarimbo                                |               |                     |
| 9 aprile  | Jakarta Raya Championships 1962 Giacarta, Indonesia Singolare - Doppio                           | Mien Suhadi Jo Suawarimbo 6-1 6-4                 | Djoa Lita Liem                               |               |                     |
| 9 aprile  | Pasadena Tournament 1962 Pasadena, USA Cemento Singolare - Doppio                                | Billie Jean King 6-3 3-6 9-7                      | Carole Caldwell Graebner                     |               |                     |
| 9 aprile  | Pasadena Tournament 1962 Pasadena, USA Cemento Singolare - Doppio                                | Carole Caldwell Graebner Cathy Lee Crosby 6-3 6-2 | Joan Johnson Jeri Shepherd                   |               |                     |
| 11 aprile | Torneo di Reggio di Calabria 1962 Reggio Calabria, Italia Terra rossa Singolare - Doppio         | Lea Pericoli 6-2 6-2                              | Judy Tegart-Dalton                           |               |                     |
| 11 aprile | Torneo di Reggio di Calabria 1962 Reggio Calabria, Italia Terra rossa Singolare - Doppio         |                                                   |                                              |               |                     |
| 14 aprile | Cumberland Hard Court Championships 1962 Hampstead, Gran Bretagna Terra rossa Singolare - Doppio | Ann Haydon Jones 6-2 6-1                          | Lorna Cawthorn                               |               |                     |
| 14 aprile | Cumberland Hard Court Championships 1962 Hampstead, Gran Bretagna Terra rossa Singolare - Doppio | Lorna Cawthorn Ann Haydon Jones 8-10 6-2 6-0      | Pauline Roberts Pat Roberts                  |               |                     |
| 15 aprile | Torneo di Murgon 1962 Murgon, Australia Singolare - Doppio                                       | Robyn Ebbern 6-1 6-0                              | Gray                                         |               |                     |
| 15 aprile | Torneo di Murgon 1962 Murgon, Australia Singolare - Doppio                                       |                                                   |                                              |               |                     |
| 15 aprile | Nice Lawn Tennis Club Championships 1962 Nizza, Francia Terra rossa Singolare - Doppio           | Zsuzsa Körmöczy 6-3 6-4                           | Rita Bentley                                 |               |                     |
| 15 aprile | Nice Lawn Tennis Club Championships 1962 Nizza, Francia Terra rossa Singolare - Doppio           | Christiane Mercelis Renata Ostermann 8-10 6-2 6-2 | Rosa Maria Reyes Darmon Jeanine Lieffrig     |               |                     |
| 15 aprile | Torneo di Sorrento 1962 Sorrento, Italia Singolare - Doppio                                      | Judy Tegart-Dalton 6-0 3-6 6-2                    | Francesca Gordigiani                         |               |                     |
| 15 aprile | Torneo di Sorrento 1962 Sorrento, Italia Singolare - Doppio                                      |                                                   |                                              |               |                     |
| 21 aprile | Rothmans Connaught Championships 1962 Chingford, Gran Bretagna Terra rossa Singolare - Doppio    | Angela Mortimer 6-2 6-4                           | Christine Truman                             |               |                     |
| 21 aprile | Rothmans Connaught Championships 1962 Chingford, Gran Bretagna Terra rossa Singolare - Doppio    | Angela Mortimer Renee Schuurman 6-2 6-2           | Christine Truman Nell Truman                 |               |                     |
| 21 aprile | South African Championships 1962 Johannesburg, Sudafrica Cemento Singolare - Doppio              | Heather Brewer-Segal 6-1 7-5                      | Jean Forbes                                  |               |                     |
| 21 aprile | South African Championships 1962 Johannesburg, Sudafrica Cemento Singolare - Doppio              | Annette Van Zyl Margaret Hunt 7-5 6-8 6-3         | Jean Forbes Valerie Forbes                   |               |                     |
| 22 aprile | Monte Carlo Cup 1962 (Faucigny Lucinge Cup) Monte Carlo, Monte Carlo Singolare - Doppio          | Zsuzsa Körmöczy 6-3 6-2                           | Florence de la Courtie                       |               |                     |
| 22 aprile | Monte Carlo Cup 1962 (Faucigny Lucinge Cup) Monte Carlo, Monte Carlo Singolare - Doppio          | Flo de la Courtie Françoise Dürr 6-4 6-1          | Kayr Dening Mary Hawton                      |               |                     |
| 22 aprile | Torneo di San Luis Potosí 1962 San Luis Potosí, Messico Terra rossa Singolare - Doppio           | Yola Ramírez 6-0 6-2                              | Tona Prado                                   |               |                     |
| 22 aprile | Torneo di San Luis Potosí 1962 San Luis Potosí, Messico Terra rossa Singolare - Doppio           | Yola Ramírez Tona Prado 4-6 6-2 6-4               | Alina Balbiers Amparo Perez                  |               |                     |
| 22 aprile | Sutton Hard Court Championships 1962 Sutton, Gran Bretagna Terra rossa Singolare - Doppio        | Ann Haydon Jones 6-2 6-1                          | Deidre Catt                                  |               |                     |
| 22 aprile | Sutton Hard Court Championships 1962 Sutton, Gran Bretagna Terra rossa Singolare - Doppio        |                                                   |                                              |               |                     |
| 23 aprile | Darling Downs Championships 1962 Toowoomba, Australia Singolare - Doppio                         | Rosemary White 6-3 6-3                            | Val Wicks                                    |               |                     |
| 23 aprile | Darling Downs Championships 1962 Toowoomba, Australia Singolare - Doppio                         |                                                   |                                              |               |                     |
| 23 aprile | Torneo di Maitland 1962 Maitland, Australia Singolare - Doppio                                   | Lesley Turner Bowrey 10-8 6-4                     | Madonna Schacht                              |               |                     |
| 23 aprile | Torneo di Maitland 1962 Maitland, Australia Singolare - Doppio                                   |                                                   |                                              |               |                     |
| 23 aprile | Torneo di Swan Hill 1962 Swan Hill, Australia Singolare - Doppio                                 | Kerry Melville Reid 6-3 6-1                       | Richardson                                   |               |                     |
| 23 aprile | Torneo di Swan Hill 1962 Swan Hill, Australia Singolare - Doppio                                 |                                                   |                                              |               |                     |
| 28 aprile | British Hard Court Championships 1962 Bournemouth, Gran Bretagna Singolare - Doppio              | Renee Schuurman 5-7 6-2 6-4                       | Angela Mortimer                              |               |                     |
| 28 aprile | British Hard Court Championships 1962 Bournemouth, Gran Bretagna Singolare - Doppio              | Renee Schuurman Elizabeth Starkie 5-7 6-1 6-2     | Pat Hird Caroline Yates-Bell                 |               |                     |
| 29 aprile | Aix Golden Racquet Tournament 1962 Aix-en-Provence, Francia Terra rossa Singolare - Doppio       | Jill Blackman 6-4 6-3                             | Christiane Mercelis                          |               |                     |
| 29 aprile | Aix Golden Racquet Tournament 1962 Aix-en-Provence, Francia Terra rossa Singolare - Doppio       |                                                   |                                              |               |                     |
| 29 aprile | Spanish International Championships 1962 Madrid, Spagna Terra rossa Singolare - Doppio           | Edda Buding 6-3 6-3                               | Heide Schildeknecht-Orth                     |               |                     |
| 29 aprile | Spanish International Championships 1962 Madrid, Spagna Terra rossa Singolare - Doppio           |                                                   |                                              |               |                     |
| 29 aprile | Campionato Partenopeo 1962 Napoli, Italia Singolare - Doppio                                     | Donna Floyd-Fales 6-2 3-6 6-3                     | Judy Tegart-Dalton                           |               |                     |
| 29 aprile | Campionato Partenopeo 1962 Napoli, Italia Singolare - Doppio                                     |                                                   |                                              |               |                     |
| 29 aprile | Campionato Partenopeo 1962 Napoli, Italia Singolare - Doppio                                     | Doppio misto: Judy Tegart John Fraser 6-2 6-4     | Francesca Gordigiani Fred Stolle             |               |                     |
| 30 aprile | Ojai Valley Championships 1962 Ojai, USA Cemento Singolare - Doppio                              | Carole Caldwell Graebner 5-7 6-2 7-5              | Dorothy Bundy Cheney                         |               |                     |
| 30 aprile | Ojai Valley Championships 1962 Ojai, USA Cemento Singolare - Doppio                              |                                                   |                                              |               |                     |

### Maggio
| Settimana | Torneo                                                                                          | Vincitore                                        | Finalista                                     | Semifinalisti | Eliminati ai quarti |
| --------- | ----------------------------------------------------------------------------------------------- | ------------------------------------------------ | --------------------------------------------- | ------------- | ------------------- |
| maggio    | River Plate Championships 1962 Buenos Aires, Argentina Singolare - Doppio                       | Norma Baylon                                     | Nora Bonifacino-Somoza                        |               |                     |
| maggio    | River Plate Championships 1962 Buenos Aires, Argentina Singolare - Doppio                       |                                                  |                                               |               |                     |
| 1º maggio | Paris International Championships 1962 Parigi, Francia Terra rossa Singolare - Doppio           | Florence de la Courtie 6-2 6-3                   | Françoise Dürr                                |               |                     |
| 1º maggio | Paris International Championships 1962 Parigi, Francia Terra rossa Singolare - Doppio           |                                                  |                                               |               |                     |
| 5 maggio  | London Hard Court Championships 1962 Hurlingham, Gran Bretagna Terra rossa Singolare - Doppio   | Ann Haydon Jones 6-4 6-1                         | Christine Truman                              |               |                     |
| 5 maggio  | London Hard Court Championships 1962 Hurlingham, Gran Bretagna Terra rossa Singolare - Doppio   | Pauline Roberts Pat Roberts 7-5 6-8 6-3          | Pat Hird Caroline Yates-Bell                  |               |                     |
| 5 maggio  | Campionati Internazionali di Sicilia 1962 Palermo, Italia Terra rossa Singolare - Doppio        | Lea Pericoli 6-2 1-6 6-0                         | Elizabeth Starkie                             |               |                     |
| 5 maggio  | Campionati Internazionali di Sicilia 1962 Palermo, Italia Terra rossa Singolare - Doppio        |                                                  |                                               |               |                     |
| 5 maggio  | Campionati Internazionali di Sicilia 1962 Palermo, Italia Terra rossa Singolare - Doppio        | Elizabeth Starkie Fred Stolle 3-6 6-1 6-2        | Lea Pericoli John Fraser                      |               |                     |
| 7 maggio  | Stuttgart Tournament 1962 Stoccarda, Germania Singolare - Doppio                                | Jill Blackman 6-1 6-0                            | Herich                                        |               |                     |
| 7 maggio  | Stuttgart Tournament 1962 Stoccarda, Germania Singolare - Doppio                                |                                                  |                                               |               |                     |
| 13 maggio | Guildford Hard Court Championships 1962 Guildford, Gran Bretagna Terra rossa Singolare - Doppio | Deidre Catt 4-6 9-7 6-2                          | Lorna Cawthorn                                |               |                     |
| 13 maggio | Guildford Hard Court Championships 1962 Guildford, Gran Bretagna Terra rossa Singolare - Doppio | Deidre Catt Vera Roberts 6-2 5-7 6-3             | Lorna Cawthorn Frances MacLennan              |               |                     |
| 13 maggio | Southern California Championships 1962 Los Angeles, USA Cemento Singolare - Doppio              | Karen Hantze Susman 6-3 6-4                      | Billie Jean King                              |               |                     |
| 13 maggio | Southern California Championships 1962 Los Angeles, USA Cemento Singolare - Doppio              | Billie Jean King Karen Hantze Susman 4-6 6-1 6-3 | Carole Caldwell Graebner Dorothy Bundy Cheney |               |                     |
| 13 maggio | California State Championships 1962 San Francisco, USA Cemento Singolare - Doppio               | Carol Hanks-Aucamp 4-6 8-6 6-1                   | Julie Albert                                  |               |                     |
| 13 maggio | California State Championships 1962 San Francisco, USA Cemento Singolare - Doppio               | Carol Hanks-Aucamp Andria Miller 6-3 6-3         | Julie Albert Jean Danilovich                  |               |                     |
| 15 maggio | Internazionali d'Italia 1962 Roma, Italia Terra rossa Singolare - Doppio                        | Margaret Smith-Court 8-6 5-7 6-4                 | Maria Esther Bueno                            |               |                     |
| 15 maggio | Internazionali d'Italia 1962 Roma, Italia Terra rossa Singolare - Doppio                        | Maria Ester Bueno Darlene Hard 6-4 6-4           | Silvana Lazzarino Lea Pericoli                |               |                     |
| 15 maggio | Internazionali d'Italia 1962 Roma, Italia Terra rossa Singolare - Doppio                        | Doppio misto: Lesley Turner Fred Stolle 6-4 6-4  | Madonna Schacht Owen Davidson                 |               |                     |
| 19 maggio | Torneo di Brighton & Hove 1962 Brighton, Gran Bretagna Erba Singolare - Doppio                  | Angela Mortimer 6-2 4-6 8-6                      | Robin Blakelock-Lloyd                         |               |                     |
| 19 maggio | Torneo di Brighton & Hove 1962 Brighton, Gran Bretagna Erba Singolare - Doppio                  | Angela Mortimer Doris Schuster 6-4 6-0           | Robin Blakelock-Lloyd Carole Rosser-Matheson  |               |                     |
| 20 maggio | Torneo di Baden-Baden 1962 Baden Baden, Germania Terra rossa Singolare - Doppio                 | Maria Esther Bueno 2-6 6-4 6-3                   | Renee Schuurman                               |               |                     |
| 20 maggio | Torneo di Baden-Baden 1962 Baden Baden, Germania Terra rossa Singolare - Doppio                 |                                                  |                                               |               |                     |
| 20 maggio | Torneo di Jakarta 1962 Giacarta, Indonesia Singolare - Doppio                                   | Fay Toyne-Moore 2-6 6-3 6-4                      | Val Wicks                                     |               |                     |
| 20 maggio | Torneo di Jakarta 1962 Giacarta, Indonesia Singolare - Doppio                                   | Fay Toyne-Moore Val Wicks 6-0 8-6                | Mien Suhadi Suwarimbo                         |               |                     |
| 21 maggio | Luzern Championships 1962 Lucerna, Svizzera Singolare - Doppio                                  | Margaret Smith-Court 6-2 6-1                     | Lesley Turner Bowrey                          |               |                     |
| 21 maggio | Luzern Championships 1962 Lucerna, Svizzera Singolare - Doppio                                  | Justina Bricka-Horwitz Margaret Smith-Court      | Jan Lehane Lesley Turner Bowrey               |               |                     |
| 26 maggio | Worcestershire Chmpionships 1962 Malvern, Gran Bretagna Erba Singolare - Doppio                 | Angela Mortimer 7-5 6-4                          | Carole Rosser-Matheson                        |               |                     |
| 26 maggio | Worcestershire Chmpionships 1962 Malvern, Gran Bretagna Erba Singolare - Doppio                 | Angela Mortimer Carole Rosser-Matheson           | Jill Glenie Val Fladgate                      |               |                     |
| 29 maggio | Torneo di Lytham St Annes 1962 Lytham St Annes, Gran Bretagna Singolare - Doppio                | Margaret O'Donnell 6-4 6-1                       | J.M. Wilson                                   |               |                     |
| 29 maggio | Torneo di Lytham St Annes 1962 Lytham St Annes, Gran Bretagna Singolare - Doppio                | Margaret O'Donnell Jean Wilson                   | Anne Barclay Leslie Sparling                  |               |                     |

### Giugno
| Settimana | Torneo                                                                                   | Vincitore                                               | Finalista                                   | Semifinalisti | Eliminati ai quarti |
| --------- | ---------------------------------------------------------------------------------------- | ------------------------------------------------------- | ------------------------------------------- | ------------- | ------------------- |
| giugno    | Torneo di Linz 1962 Linz, Austria Singolare - Doppio                                     | Edda Buding 9-7 6-4                                     | Vlasta Kodesova-Vopickova                   |               |                     |
| giugno    | Torneo di Linz 1962 Linz, Austria Singolare - Doppio                                     |                                                         |                                             |               |                     |
| 2 giugno  | Surrey Grass Court Championships 1962 Surbiton, Gran Bretagna Erba Singolare - Doppio    | Angela Mortimer 6-4 6-4                                 | Carole Caldwell Graebner                    |               |                     |
| 2 giugno  | Surrey Grass Court Championships 1962 Surbiton, Gran Bretagna Erba Singolare - Doppio    | Angela Mortimer Margaret Varner Bloss 8-6 6-3           | Pat Hird Caroline Yates-Bell                |               |                     |
| 3 giugno  | Bielefeld Tournament 1962 Bielefeld, Germania Terra rossa Singolare - Doppio             | Edda Buding 6-2 6-1                                     | Renata Ostermann                            |               |                     |
| 3 giugno  | Bielefeld Tournament 1962 Bielefeld, Germania Terra rossa Singolare - Doppio             |                                                         |                                             |               |                     |
| 3 giugno  | Wiesbaden Championships 1962 Wiesbaden, Germania Terra rossa Singolare - Doppio          | Darlene Hard 6-2 6-4                                    | Helga Schultze-Hösl                         |               |                     |
| 3 giugno  | Wiesbaden Championships 1962 Wiesbaden, Germania Terra rossa Singolare - Doppio          | Maria-Carmen Coronado Helga Schultze-Hösl 6-3 6-4       | Darlene Hard Stock                          |               |                     |
| 4 giugno  | Victorian Hard Court Championships 1962 Melbourne, Australia Singolare - Doppio          | Beverly Mance Rae 6-2 6-2                               | Ann Jenkins                                 |               |                     |
| 4 giugno  | Victorian Hard Court Championships 1962 Melbourne, Australia Singolare - Doppio          |                                                         |                                             |               |                     |
| 4 giugno  | Internazionali di Francia 1962 Parigi, Francia Terra rossa Singolare - Doppio            | Margaret Smith-Court 6-3 3-6 7-5                        | Lesley Turner Bowrey                        |               |                     |
| 4 giugno  | Internazionali di Francia 1962 Parigi, Francia Terra rossa Singolare - Doppio            | Renee Schuurman Sandra Reynolds-Price 6-4 6-4           | Justina Bricka-Horwitz Margaret Smith-Court |               |                     |
| 7 giugno  | Norwegian International Championships 1962 Oslo, Norvegia Terra rossa Singolare - Doppio | Silvana Lazzarino 6-4 3-6 6-3                           | Roberta Beltrame                            |               |                     |
| 7 giugno  | Norwegian International Championships 1962 Oslo, Norvegia Terra rossa Singolare - Doppio | Silvana Lazzarino Roberta Beltrame 4-6 6-2 6-4          | Nielson Gudrun Rosin                        |               |                     |
| 9 giugno  | Barnes 1962 Lowther, Gran Bretagna Erba Singolare - Doppio                               | Pauline Roberts 6-2 4-6 6-2                             | Pat Roberts                                 |               |                     |
| 9 giugno  | Barnes 1962 Lowther, Gran Bretagna Erba Singolare - Doppio                               | Pat Hird Caroline Yates-Bell 6-8 6-4 6-4                | Pauline Roberts Pat Roberts                 |               |                     |
| 9 giugno  | Torneo di Cheltenham 1962 Cheltenham, Gran Bretagna Erba Singolare - Doppio              | Ann Haydon Jones 6-2 8-6                                | Renee Schuurman                             |               |                     |
| 9 giugno  | Torneo di Cheltenham 1962 Cheltenham, Gran Bretagna Erba Singolare - Doppio              | Ann Haydon Jones Angela Mortimer 6-4 8-6                | Renee Schuurman Sandra Reynolds-Price       |               |                     |
| 9 giugno  | Northern Championships 1962 Manchester, Gran Bretagna Erba Singolare - Doppio            | Darlene Hard 6-3 6-2                                    | Judy Tegart-Dalton                          |               |                     |
| 9 giugno  | Northern Championships 1962 Manchester, Gran Bretagna Erba Singolare - Doppio            | Justina Bricka-Horwitz Margaret Smith-Court 4-6 6-1 6-2 | Billie Jean King Karen Hantze Susman        |               |                     |
| 10 giugno | Torneo Godò 1962 Barcellona, Spagna Terra rossa Singolare - Doppio                       | Pilar Barril 6-2 2-6 7-5                                | Mary Bevis-Hawton                           |               |                     |
| 10 giugno | Torneo Godò 1962 Barcellona, Spagna Terra rossa Singolare - Doppio                       | Kaye Dening Mary Bevis-Hawton 6-4 6-1                   | Carole Rosser-Matheson Gwen Thiele          |               |                     |
| 10 giugno | Torneo di Comerio 1962 Comerio, Italia Terra rossa Singolare - Doppio                    | Lea Pericoli 6-2 6-2                                    | Renata Ostermann                            |               |                     |
| 10 giugno | Torneo di Comerio 1962 Comerio, Italia Terra rossa Singolare - Doppio                    |                                                         |                                             |               |                     |
| 10 giugno | Torneo di Dalby 1962 Dalby, Australia Singolare - Doppio                                 | Val Wicks 2-6 6-1 6-1                                   | S. Lee                                      |               |                     |
| 10 giugno | Torneo di Dalby 1962 Dalby, Australia Singolare - Doppio                                 |                                                         |                                             |               |                     |
| 10 giugno | Torneo di Saltsjoebaden 1962 Saltsjöbaden, Svezia Terra rossa Singolare - Doppio         | Silvana Lazzarino 6-1 5-7 6-3                           | Gudrun Rosin                                |               |                     |
| 10 giugno | Torneo di Saltsjoebaden 1962 Saltsjöbaden, Svezia Terra rossa Singolare - Doppio         | Roberta Beltrame Gudrun Rosin 6-2 6-3                   | Rise Silvana Lazzarino                      |               |                     |
| 11 giugno | West Berlin Championships 1962 Berlino, Germania Terra rossa Singolare - Doppio          | Lesley Turner Bowrey 8-6 3-6 6-2                        | Jan Lehane                                  |               |                     |
| 11 giugno | West Berlin Championships 1962 Berlino, Germania Terra rossa Singolare - Doppio          | Lesley Turner Bowrey Jan Lehane 6-2 6-1                 | Rosa Maria Reyes Darmon Donna Floyd-Fales   |               |                     |
| 16 giugno | Kent Championships 1962 Beckenham, Gran Bretagna Erba Singolare - Doppio                 | Jan Lehane 7-5 6-3                                      | Lesley Turner Bowrey                        |               |                     |
| 16 giugno | Kent Championships 1962 Beckenham, Gran Bretagna Erba Singolare - Doppio                 | Jan Lehane Lesley Turner Bowrey 7-5 6-4                 | Robyn Ebbern Madonna Schacht                |               |                     |
| 16 giugno | West of England Championships 1962 Bristol, Gran Bretagna Erba Singolare - Doppio        | Margaret Smith-Court 6-1 3-6 6-2                        | Maria Esther Bueno                          |               |                     |
| 16 giugno | West of England Championships 1962 Bristol, Gran Bretagna Erba Singolare - Doppio        | Margaret Smith-Court Justina Bricka-Horwitz 7-5 7-5     | Renee Schuurman Sandra Reynolds-Price       |               |                     |
| 16 giugno | Nottinghamshire Championships 1962 Nottingham, Gran Bretagna Erba Singolare - Doppio     | Anne Smith 6-0 6-3                                      | Ethne Greene                                |               |                     |
| 16 giugno | Nottinghamshire Championships 1962 Nottingham, Gran Bretagna Erba Singolare - Doppio     | Ethne Greene Anne Smith 6-4 7-5                         | Sue Rich Elizabeth Terry                    |               |                     |
| 17 giugno | US Hard Court Championships 1962 Seattle, USA Cemento Singolare - Doppio                 | Carol Hanks-Aucamp 7-5 6-3                              | Marilyn Montgomery                          |               |                     |
| 17 giugno | US Hard Court Championships 1962 Seattle, USA Cemento Singolare - Doppio                 | Marilyn Montgomery Janet Adkinsson 6-2 6-2              | Jane Yee Linda Yee                          |               |                     |
| 21 giugno | Southern Championships 1962 Atlanta, USA Terra rossa Singolare - Doppio                  | Julie Heldman 8-6 6-3                                   | Rogers                                      |               |                     |
| 21 giugno | Southern Championships 1962 Atlanta, USA Terra rossa Singolare - Doppio                  | Alberta Baggette Carolyn Rogers 8-6 6-3                 | Peggy Moore Putsy Trice                     |               |                     |
| 22 giugno | Queen's Club Championships 1962 Londra, Gran Bretagna Erba Singolare - Doppio            | Rita Bentley 7-5 7-5                                    | Lorna Cawthorn                              |               |                     |
| 22 giugno | Queen's Club Championships 1962 Londra, Gran Bretagna Erba Singolare - Doppio            | Justina Bricka-Horwitz Margaret Smith-Court 6-3 6-2     | Maria Ester Bueno Darlene Hard              |               |                     |
| 26 giugno | Central Japan Championships 1962 Tokyo, Giappone Singolare - Doppio                      | Dorothy Knode-Head 6-3 6-0                              | Reiko Miyagi                                |               |                     |
| 26 giugno | Central Japan Championships 1962 Tokyo, Giappone Singolare - Doppio                      |                                                         |                                             |               |                     |

### Luglio
| Settimana | Torneo                                                                                                | Vincitore                                                  | Finalista                                      | Semifinalisti | Eliminati ai quarti |
| --------- | --- | ---------------------------------------------------------- | ---------------------------------------------- | ------------- | ------------------- |
| luglio    | Scottish Championships 1962 Edimburgo, Gran Bretagna Singolare - Doppio                               | Joyce Barclay-Williams-Hume 6-3 6-3                        | Mrs N.T. Buchanan                              |               |                     |
| luglio    | Scottish Championships 1962 Edimburgo, Gran Bretagna Singolare - Doppio                               |                                                            |                                                |               |                     |
| luglio    | Essex Championships 1962 Frinton, Gran Bretagna Singolare - Doppio                                    | Jan Lehane 6-3 6-2                                         | Robyn Ebbern                                   |               |                     |
| luglio    | Essex Championships 1962 Frinton, Gran Bretagna Singolare - Doppio                                    |                                                            |                                                |               |                     |
| luglio    | North of England Championships 1962 Hoylake, Gran Bretagna Singolare - Doppio                         | Angela Mortimer 6-4 6-4                                    | Jill Blackman                                  |               |                     |
| luglio    | North of England Championships 1962 Hoylake, Gran Bretagna Singolare - Doppio                         |                                                            |                                                |               |                     |
| 7 luglio  | Torneo di Wimbledon 1962 Wimbledon, Gran Bretagna Erba Singolare - Doppio                             | Karen Hantze Susman 6-4 6-4                                | Vera Sukova Puzejova                           |               |                     |
| 7 luglio  | Torneo di Wimbledon 1962 Wimbledon, Gran Bretagna Erba Singolare - Doppio                             | Billie Jean King Karen Hantze Susman 5-7 6-3 7-5           | Renee Schuurman Sandra Reynolds-Price          |               |                     |
| 8 luglio  | Tri-State Championships 1962 Cincinnati, USA Terra rossa Singolare - Doppio                           | Julie Heldman 6-4 6-4                                      | Roberta Alison-Baumgardner                     |               |                     |
| 8 luglio  | Tri-State Championships 1962 Cincinnati, USA Terra rossa Singolare - Doppio                           | Roberta Alison-Baumgardner Mary Habicht 7-5 8-6            | Tory Ann Fretz Carolyn Rogers                  |               |                     |
| 12 luglio | Czechoslovakian International Championships 1962 Praga, Cecoslovacchia Terra rossa Singolare - Doppio | Elizabeth Starkie 6-3 6-0                                  | Anna Dmitrieva Tolstoy                         |               |                     |
| 12 luglio | Czechoslovakian International Championships 1962 Praga, Cecoslovacchia Terra rossa Singolare - Doppio |                                                            |                                                |               |                     |
| 14 luglio | Irish Championships 1962 Dublino, Irlanda Erba Singolare - Doppio                                     | Madonna Schacht 6-0 6-3                                    | Judy Alvarez                                   |               |                     |
| 14 luglio | Irish Championships 1962 Dublino, Irlanda Erba Singolare - Doppio                                     | Judy Alvarez Carole Caldwell Graebner 6-4 4-6 6-2          | Robyn Ebbern Madonna Schacht                   |               |                     |
| 14 luglio | Midland Counties Championships 1962 Edgbaston, Gran Bretagna Erba Singolare - Doppio                  | Rita Bentley titolo condivido                              | Ann Haydon Jones                               |               |                     |
| 14 luglio | Midland Counties Championships 1962 Edgbaston, Gran Bretagna Erba Singolare - Doppio                  | Ann Haydon Jones Inge Overgaard titolo condiviso           | Jill Blackman Rita Bentley                     |               |                     |
| 14 luglio | Torneo di Le Touquet 1962 Le Touquet, Francia Terra rossa Singolare - Doppio                          | Rosa Maria Reyes Darmon walkover                           | Mary Bevis-Hawton                              |               |                     |
| 14 luglio | Torneo di Le Touquet 1962 Le Touquet, Francia Terra rossa Singolare - Doppio                          |                                                            |                                                |               |                     |
| 14 luglio | East of England Championships 1962 Felixstowe, Gran Bretagna Erba Singolare - Doppio                  | Judy Davidson 6-2 6-3                                      | Elizabeth Terry                                |               |                     |
| 14 luglio | East of England Championships 1962 Felixstowe, Gran Bretagna Erba Singolare - Doppio                  | Patsy Belton Judy Davidson 6-3 7-5                         | Rich Elizabeth Terry                           |               |                     |
| 15 luglio | Western Championships 1962 Indianapolis, USA Terra rossa Singolare - Doppio                           | Tory Ann Fretz 8-6 6-3                                     | Julie Heldman                                  |               |                     |
| 15 luglio | Western Championships 1962 Indianapolis, USA Terra rossa Singolare - Doppio                           | Tory Ann Fretz Miller 8-6 7-5                              | Peachy Kellmeyer Constance Jaster              |               |                     |
| 15 luglio | Montana Invitational 1962 Montana, Svizzera Terra rossa Singolare - Doppio                            | Margaret Hellyer 4-6 6-3 6-3                               | Lucia Bassi                                    |               |                     |
| 15 luglio | Montana Invitational 1962 Montana, Svizzera Terra rossa Singolare - Doppio                            |                                                            |                                                |               |                     |
| 16 luglio | Düsseldorf Championships 1962 Düsseldorf, Germania Terra rossa Singolare - Doppio                     | Lesley Turner Bowrey 6-2 6-1                               | Jan Lehane                                     |               |                     |
| 16 luglio | Düsseldorf Championships 1962 Düsseldorf, Germania Terra rossa Singolare - Doppio                     | Renee Schuurman Sandra Reynolds-Price walkover             | Jan Lehane Lesley Turner Bowrey                |               |                     |
| 21 luglio | Middle States Grass Court Championships 1962 Filadelfia, USA Erba Singolare - Doppio                  | Margaret Varner Bloss 10-8 6-3                             | Margaret Osborne                               |               |                     |
| 21 luglio | Middle States Grass Court Championships 1962 Filadelfia, USA Erba Singolare - Doppio                  | Justina Bricka-Horwitz Margaret Smith-Court 7-5 6-1        | Margaret Varner Bloss Margaret Osborne         |               |                     |
| 21 luglio | Welsh Championships 1962 Newport, Gran Bretagna Erba Singolare - Doppio                               | Ann Haydon Jones 6-4 6-2                                   | Jill Mills                                     |               |                     |
| 21 luglio | Welsh Championships 1962 Newport, Gran Bretagna Erba Singolare - Doppio                               | Kemp Jill Mills 6-1 1-6 6-3                                | Carole Rosser-Matheson Gwen Thiele             |               |                     |
| 21 luglio | Welsh Championships 1962 Newport, Gran Bretagna Erba Singolare - Doppio                               | Doppio misto: Alan Mills Jill Mills 6-1 1-6 6-3            | Tuckey Bill Bowrey                             |               |                     |
| 22 luglio | Swedish International Hard Court Championships 1962 Båstad, Svezia Terra rossa Singolare - Doppio     | Maria Eshter Bueno 6-2 6-0                                 | Ulla Sandulf                                   |               |                     |
| 22 luglio | Swedish International Hard Court Championships 1962 Båstad, Svezia Terra rossa Singolare - Doppio     | Maria Ester Bueno Maria-Carmen Coronado 6-2 6-1            | Horma Gudrun Rosin                             |               |                     |
| 22 luglio | Hungarian International Championships 1962 Budapest, Ungheria Terra rossa Singolare - Doppio          | Zsuzsa Körmöczy 6-1 4-6 6-4                                | Anna Dmitrieva Tolstoy                         |               |                     |
| 22 luglio | Hungarian International Championships 1962 Budapest, Ungheria Terra rossa Singolare - Doppio          | Anna Dmitrieva Tolstoy Jitka Horcicikova-Volavkova 8-6 6-2 | Klara Bardoczi Zsuzsa Körmöczy                 |               |                     |
| 22 luglio | Swiss International Championships 1962 Gstaad, Svizzera Terra rossa Singolare - Doppio                | Sandra Reynolds-Price 7-9 6-4 8-6                          | Lesley Turner Bowrey                           |               |                     |
| 22 luglio | Swiss International Championships 1962 Gstaad, Svizzera Terra rossa Singolare - Doppio                | Renee Schuurman Sandra Reynolds-Price 5-7 6-4 6-4          | Jean Forbes                                    |               |                     |
| 22 luglio | Swiss International Championships 1962 Gstaad, Svizzera Terra rossa Singolare - Doppio                | Doppio misto: Renee Schuurman Bob Howe 5-7 6-4 6-4         | Jean Forbes Gordon Forbes                      |               |                     |
| 22 luglio | US Clay Court Championships 1962 River Forest, USA Terra rossa Singolare - Doppio                     | Donna Floyd-Fales 6-3 6-1                                  | Carole Caldwell Graebner                       |               |                     |
| 22 luglio | US Clay Court Championships 1962 River Forest, USA Terra rossa Singolare - Doppio                     |                                                            |                                                |               |                     |
| 27 luglio | Middle Atlantic Championships 1962 Bethseda, USA Singolare - Doppio                                   | Raymonde Veber-Jones 8-6 6-3                               | Mahaney                                        |               |                     |
| 27 luglio | Middle Atlantic Championships 1962 Bethseda, USA Singolare - Doppio                                   |                                                            |                                                |               |                     |
| 29 luglio | Torneo di Deauville 1962 Deauville, Francia Terra rossa Singolare - Doppio                            | Lesley Turner Bowrey 6-3 6-1                               | Robyn Ebbern                                   |               |                     |
| 29 luglio | Torneo di Deauville 1962 Deauville, Francia Terra rossa Singolare - Doppio                            |                                                            |                                                |               |                     |
| 29 luglio | Dutch International Championships 1962 Hilversum, Paesi Bassi Terra rossa Singolare - Doppio          | Maria Esther Bueno 6-1 4-6 6-2                             | Sandra Reynolds-Price                          |               |                     |
| 29 luglio | Dutch International Championships 1962 Hilversum, Paesi Bassi Terra rossa Singolare - Doppio          | De Jone Judy Tegart-Dalton 6-3 6-3                         | Marlene Gerson-Bethlehem Sandra Reynolds-Price |               |                     |
| 29 luglio | Malaysian International Championships 1962 Ipoh, Malaysia Singolare - Doppio                          | Ethne Greene 7-5 6-3                                       | Judy Davidson                                  |               |                     |
| 29 luglio | Malaysian International Championships 1962 Ipoh, Malaysia Singolare - Doppio                          | Judy Davidson Patsy Belton 6-2 3-6 6-4                     | Ethne Greene Anne Smith                        |               |                     |
| 29 luglio | South Queensland Championships 1962 Ipswich, Australia Singolare - Doppio                             | Fay Toyne-Moore 6-3 1-6 6-4                                | Val Wicks                                      |               |                     |
| 29 luglio | South Queensland Championships 1962 Ipswich, Australia Singolare - Doppio                             |                                                            |                                                |               |                     |
| 30 luglio | Torneo di Bad Neneunahr 1962 Bad Neneunahr, Germania Terra rossa Singolare - Doppio                   | Renee Schuurman 6-2 6-1                                    | Heide Schildeknecht-Orth                       |               |                     |
| 30 luglio | Torneo di Bad Neneunahr 1962 Bad Neneunahr, Germania Terra rossa Singolare - Doppio                   |                                                            |                                                |               |                     |
| 30 luglio | Pennsylvania Lawn Tennis Championship 1962 Filadelfia, USA Erba Singolare - Doppio                    | Margaret Smith-Court 6-4 10-8                              | Karen Hantze Susman                            |               |                     |
| 30 luglio | Pennsylvania Lawn Tennis Championship 1962 Filadelfia, USA Erba Singolare - Doppio                    | Justina Bricka-Horwitz Margaret Smith-Court 7-5 3-6 8-6    | Billie Jean King Karen Hantze Susman           |               |                     |

### Agosto
| Settimana | Torneo                                                                                          | Vincitore                                           | Finalista                             | Semifinalisti | Eliminati ai quarti |
| --------- | ----------------------------------------------------------------------------------------------- | --------------------------------------------------- | ------------------------------------- | ------------- | ------------------- |
| 6 agosto  | Eastern Grass Court Championships 1962 Orange, USA Erba Singolare - Doppio                      | Margaret Smith-Court 6-3 6-4                        | Karen Hantze Susman                   |               |                     |
| 6 agosto  | Eastern Grass Court Championships 1962 Orange, USA Erba Singolare - Doppio                      | Justina Bricka-Horwitz Margaret Smith-Court 7-5 6-4 | Billie Jean King Karen Hantze Susman  |               |                     |
| 6 agosto  | Eastern Grass Court Championships 1962 Orange, USA Erba Singolare - Doppio                      | Doppio misto: Lesley Turner Ken Fletcher            |                                       |               |                     |
| 7 agosto  | German Championships 1962 Amburgo, Germania Terra rossa Singolare - Doppio                      | Sandra Reynolds-Price 4-6 6-3 7-5                   | Ann Haydon Jones                      |               |                     |
| 7 agosto  | German Championships 1962 Amburgo, Germania Terra rossa Singolare - Doppio                      | Jan Lehane Lesley Turner Bowrey 6-3 6-3             | Sandra Reynolds-Price Renee Schuurman |               |                     |
| 12 agosto | Canadian Championships 1962 Québec, Canada Singolare - Doppio                                   | Ann Barclay 6-3 6-4                                 | Louise Brown                          |               |                     |
| 12 agosto | Canadian Championships 1962 Québec, Canada Singolare - Doppio                                   | Ann Barclay Louise Brown 6-4 6-2                    | Eleanor Dodge Benita Senn             |               |                     |
| 12 agosto | St Moritz Kulm Carlton 1962 Sankt Moritz, Svizzera Terra rossa Singolare - Doppio               | Angela Mortimer 6-4 7-5                             | Ann Haydon Jones                      |               |                     |
| 12 agosto | St Moritz Kulm Carlton 1962 Sankt Moritz, Svizzera Terra rossa Singolare - Doppio               |                                                     |                                       |               |                     |
| 12 agosto | Adelboden International 1962 Adelboden, Svizzera Terra rossa Singolare - Doppio                 | Ruth Kaufmann 6-2 10-8                              | Gerda Hausslein                       |               |                     |
| 12 agosto | Adelboden International 1962 Adelboden, Svizzera Terra rossa Singolare - Doppio                 |                                                     |                                       |               |                     |
| 13 agosto | Austrian International Championships 1962 Kitzbühel, Austria Terra rossa Singolare - Doppio     | Sandra Reynolds-Price 4-6 6-4 8-6                   | Lesley Turner Bowrey                  |               |                     |
| 13 agosto | Austrian International Championships 1962 Kitzbühel, Austria Terra rossa Singolare - Doppio     | Lesley Turner Bowrey Jan Lehane 2-6 6-1 6-3         | Edda Buding Sandra Reynolds-Price     |               |                     |
| 13 agosto | Austrian International Championships 1962 Kitzbühel, Austria Terra rossa Singolare - Doppio     | Doppio misto: Sandra Price Bob Howe 8-6 6-2         | Jan Lehane Ladislav Legenstein        |               |                     |
| 13 agosto | Bavarian Championships 1962 Monaco di Baviera, Germania Terra rossa Singolare - Doppio          | Angela Mortimer 6-1 6-2                             | Ann Haydon Jones                      |               |                     |
| 13 agosto | Bavarian Championships 1962 Monaco di Baviera, Germania Terra rossa Singolare - Doppio          | Angela Mortimer Ann Haydon Jones 6-0 6-3            | Margot Dittmeyer Renee Schuurman      |               |                     |
| 13 agosto | Torneo di Ostenda 1962 Ostenda, Belgio Terra rossa Singolare - Doppio                           | Rita Bentley 6-4 6-1                                | Pauline Roberts                       |               |                     |
| 13 agosto | Torneo di Ostenda 1962 Ostenda, Belgio Terra rossa Singolare - Doppio                           | Rita Bentley Jill Blackman 6-2 6-1                  | Ilse Davies Pauline Roberts           |               |                     |
| 19 agosto | Brumana International 1962 Brummana, Libano Terra rossa Singolare - Doppio                      | Jean Forbes 6-3 6-3                                 | Helga Schultze-Hösl                   |               |                     |
| 19 agosto | Brumana International 1962 Brummana, Libano Terra rossa Singolare - Doppio                      |                                                     |                                       |               |                     |
| 19 agosto | Brumana International 1962 Brummana, Libano Terra rossa Singolare - Doppio                      | Doppio misto: Helga Schultze Wilhelm Bungert        | Jean Forbes Bobby Wilson              |               |                     |
| 19 agosto | Belgian International Championships 1962 Knokke-Le Zoute, Belgio Terra rossa Singolare - Doppio | Rita Bentley 6-1 6-4                                | Margaret Hellyer                      |               |                     |
| 19 agosto | Belgian International Championships 1962 Knokke-Le Zoute, Belgio Terra rossa Singolare - Doppio |                                                     |                                       |               |                     |
| 19 agosto | Essex County Championships 1962 Manchester, USA Erba Singolare - Doppio                         | Margaret Smith-Court 6-1 6-4                        | Maria Esther Bueno                    |               |                     |
| 19 agosto | Essex County Championships 1962 Manchester, USA Erba Singolare - Doppio                         | Justina Bricka-Horwitz Margaret Smith-Court 6-2 6-1 | Maria Ester Bueno Darlene Hard        |               |                     |
| 19 agosto | Essex County Championships 1962 Manchester, USA Erba Singolare - Doppio                         | Doppio misto: Carol Hanks Appleton King 6-2 6-1     | Edward McMillan Marilyn Motgomery     |               |                     |
| 19 agosto | Moscow International 1962 Mosca, URSS Singolare - Doppio                                        | Jan Lehane 6-3 6-3                                  | Anna Dmitrieva Tolstoy                |               |                     |
| 19 agosto | Moscow International 1962 Mosca, URSS Singolare - Doppio                                        | Jan Lehane Lesley Turner 6-4 9-7                    | Robyn Ebbern Madonna Schacht          |               |                     |
| 19 agosto | Moscow International 1962 Mosca, URSS Singolare - Doppio                                        | Doppio misto: Lesley Turner Ken Fletcher 6-3 12-10  | Jan Lehane Bob Hewitt                 |               |                     |
| 19 agosto | St Moritz Palace Hotel 1962 Sankt Moritz, Svizzera Terra rossa Singolare - Doppio               | Ann Haydon Jones 6-3 4-6 6-2                        | Angela Mortimer                       |               |                     |
| 19 agosto | St Moritz Palace Hotel 1962 Sankt Moritz, Svizzera Terra rossa Singolare - Doppio               |                                                     |                                       |               |                     |
| 20 agosto | Istanbul International Championships 1962 Istanbul, Turchia Singolare - Doppio                  | Helga Schultze-Hösl 6-4 6-1                         | Pia Balling                           |               |                     |
| 20 agosto | Istanbul International Championships 1962 Istanbul, Turchia Singolare - Doppio                  |                                                     |                                       |               |                     |
| 26 agosto | St Moritz Suvretta 1962 Sankt Moritz, Svizzera Terra rossa Singolare - Doppio                   | Angela Mortimer 6-4 6-4                             | Ann Haydon Jones                      |               |                     |
| 26 agosto | St Moritz Suvretta 1962 Sankt Moritz, Svizzera Terra rossa Singolare - Doppio                   |                                                     |                                       |               |                     |
| 26 agosto | San Francisco City Championships 1962 San Francisco, USA Cemento Singolare - Doppio             | Rosie Casals 6-1 6-4                                | Gerry Carter                          |               |                     |
| 26 agosto | San Francisco City Championships 1962 San Francisco, USA Cemento Singolare - Doppio             | Carniglia Gai 11-9 8-6                              | Roberta Alpers Val Williamson         |               |                     |

### Settembre
| Settimana    | Torneo                                                                                          | Vincitore                                            | Finalista                            | Semifinalisti | Eliminati ai quarti |
| ------------ | ----------------------------------------------------------------------------------------------- | ---------------------------------------------------- | ------------------------------------ | ------------- | ------------------- |
| 1º settembre | Torneo di Budleigh Salterton 1962 Budleigh Salterton, Gran Bretagna Singolare - Doppio          | Carole Rosser-Matheson 6-4 8-6                       | Frances Walton                       |               |                     |
| 1º settembre | Torneo di Budleigh Salterton 1962 Budleigh Salterton, Gran Bretagna Singolare - Doppio          | Mrs Preston Jenny Trewby 6-3 6-8 6-4                 | Robin Lesh M Stokes                  |               |                     |
| 2 settembre  | Sydney Metropolitan Hard Court Championships 1962 Sydney, Australia Singolare - Doppio          | Carol Newman 6-2 1-6 6-4                             | Norma Marsh                          |               |                     |
| 2 settembre  | Sydney Metropolitan Hard Court Championships 1962 Sydney, Australia Singolare - Doppio          |                                                      |                                      |               |                     |
| 4 settembre  | Portschach International 1962 Pörtschach am Wörther See, Austria Terra rossa Singolare - Doppio | Edda Buding 8-6 6-2                                  | Sonja Pachta                         |               |                     |
| 4 settembre  | Portschach International 1962 Pörtschach am Wörther See, Austria Terra rossa Singolare - Doppio |                                                      |                                      |               |                     |
| 9 settembre  | Heart of America Tournament 1962 Kansas City, USA Terra rossa Singolare - Doppio                | Maria-Carmen Coronado 4-6 7-5 6-2                    | Mary-Ann Eisel Curtis                |               |                     |
| 9 settembre  | Heart of America Tournament 1962 Kansas City, USA Terra rossa Singolare - Doppio                | Doppio cancellato per pioggia                        |                                      |               |                     |
| 10 settembre | U.S. National Championships 1962 New York, USA Erba Singolare - Doppio                          | Margaret Smith-Court 9-7 6-4                         | Darlene Hard                         |               |                     |
| 10 settembre | U.S. National Championships 1962 New York, USA Erba Singolare - Doppio                          | Maria Ester Bueno Darlene Hard 4-6 6-3 6-2           | Billie Jean King Karen Hantze Susman |               |                     |
| 13 settembre | South of England Championships 1962 Eastbourne, Gran Bretagna Erba Singolare - Doppio           | Carole Rosser-Matheson 10-8 6-2                      | Lorna Cawthorn                       |               |                     |
| 13 settembre | South of England Championships 1962 Eastbourne, Gran Bretagna Erba Singolare - Doppio           | Carole Rosser-Matheson Kay Tuckey                    | Durose Steventon                     |               |                     |
| 17 settembre | Bratislava International 1962 Bratislava, Cecoslovacchia Terra rossa Singolare - Doppio         | Vera Sukova Puzejova 6-3 6-3                         | Vlasta Kodesova-Vopickova            |               |                     |
| 17 settembre | Bratislava International 1962 Bratislava, Cecoslovacchia Terra rossa Singolare - Doppio         |                                                      |                                      |               |                     |
| 19 settembre | Coupe Porée 1962 Parigi, Francia Terra rossa Singolare - Doppio                                 | Françoise Dürr 6-4 0-6 6-0                           | Dorothy Knode-Head                   |               |                     |
| 19 settembre | Coupe Porée 1962 Parigi, Francia Terra rossa Singolare - Doppio                                 | Françoise Dürr Aline Nenot 10-12 6-2 6-4             | Suzanne Le Besnerais Valois          |               |                     |
| 23 settembre | Pacific Southwest Championships 1962 Los Angeles, USA Singolare - Doppio                        | Carole Caldwell Graebner 6-8 11-9 2-4 ritiro         | Darlene Hard                         |               |                     |
| 23 settembre | Pacific Southwest Championships 1962 Los Angeles, USA Singolare - Doppio                        | Carole Caldwell Graebner Judy Tegart-Dalton 7-6 10-8 | Maria Ester Bueno Darlene Hard       |               |                     |
| 29 settembre | Southern Transvaal Championships 1962 Johannesburg, Sudafrica Cemento Singolare - Doppio        | Margaret Hunt 6-4 6-4                                | Annette Van Zyl                      |               |                     |
| 29 settembre | Southern Transvaal Championships 1962 Johannesburg, Sudafrica Cemento Singolare - Doppio        | Bartlett Smit 6-1 5-7 6-4                            | Estelle Dellar Bernice Carr-Vukovich |               |                     |
| 30 settembre | Pacific Coast Championships 1962 Berkeley, USA Cemento Singolare - Doppio                       | Darlene Hard 6-3 6-3                                 | Renee Schuurman                      |               |                     |
| 30 settembre | Pacific Coast Championships 1962 Berkeley, USA Cemento Singolare - Doppio                       | Maria Ester Bueno Darlene Hard 6-4 6-2               | Elizabeth Starkie Judy Tegart-Dalton |               |                     |

### Ottobre
| Settimana  | Torneo                                                                                       | Vincitore                                   | Finalista                         | Semifinalisti | Eliminati ai quarti |
| ---------- | -------------------------------------------------------------------------------------------- | ------------------------------------------- | --------------------------------- | ------------- | ------------------- |
| 1º ottobre | ACT Championships 1962 Canberra, Australia Singolare - Doppio                                | Margaret Smith-Court 6-3 4-6 6-3            | Lesley Turner Bowrey              |               |                     |
| 1º ottobre | ACT Championships 1962 Canberra, Australia Singolare - Doppio                                | Lorraine Plummer Margaret Smith 6-1 6-2     | Caroline Easy Lesley Turner       |               |                     |
| 7 ottobre  | South Coast Championships 1962 Southport, Australia Singolare - Doppio                       | Robyn Ebbern 6-0 6-0                        | Fay Toyne-Moore                   |               |                     |
| 7 ottobre  | South Coast Championships 1962 Southport, Australia Singolare - Doppio                       |                                             |                                   |               |                     |
| 14 ottobre | Glen Iris Invitational 1962 Melbourne, Australia Singolare - Doppio                          | Lorraine Coghlan Robinson 4-6 6-3 6-4       | Beverly Mance Rae                 |               |                     |
| 14 ottobre | Glen Iris Invitational 1962 Melbourne, Australia Singolare - Doppio                          | Beverly Mance Rae Lorraine Robinson 7-5 7-5 | Cheryl Begbie Ann Jenkins         |               |                     |
| 14 ottobre | Sydney Metropolitan Grass Court Championships 1962 Sydney, Australia Singolare - Doppio      | Lesley Turner Bowrey 4-6 6-2 6-3            | Elizabeth Starkie                 |               |                     |
| 14 ottobre | Sydney Metropolitan Grass Court Championships 1962 Sydney, Australia Singolare - Doppio      |                                             |                                   |               |                     |
| 14 ottobre | Queensland Hard Court Championships 1962 Warwick, Australia Singolare - Doppio               | Madonna Schacht 6-1 4-6 9-7                 | Robyn Ebbern                      |               |                     |
| 14 ottobre | Queensland Hard Court Championships 1962 Warwick, Australia Singolare - Doppio               |                                             |                                   |               |                     |
| 20 ottobre | Moroccan International Championships 1962 Casablanca, Marocco Terra rossa Singolare - Doppio | Lea Pericoli 10-8 3-6 6-1                   | Silvana Lazzarino                 |               |                     |
| 20 ottobre | Moroccan International Championships 1962 Casablanca, Marocco Terra rossa Singolare - Doppio | Lea Pericoli Silvana Lazzarino 10-8 6-3     | Deidre Catt Vera Sukova Puzejova  |               |                     |
| 21 ottobre | Australian Hard Court Championships 1962 Sydney, Australia Terra rossa Singolare - Doppio    | Lesley Turner Bowrey 4-6 6-4 6-4            | Jan Lehane                        |               |                     |
| 21 ottobre | Australian Hard Court Championships 1962 Sydney, Australia Terra rossa Singolare - Doppio    | Robyn Ebbern Fay Toyne-Moore 7-5 3-6 6-1    | Jan Lehane Lesley Turner Bowrey   |               |                     |
| 28 ottobre | Queensland Championships 1962 Brisbane, Australia Erba Singolare - Doppio                    | Margaret Smith-Court 6-3 6-4                | Jan Lehane                        |               |                     |
| 28 ottobre | Queensland Championships 1962 Brisbane, Australia Erba Singolare - Doppio                    | Jan Lehane Lesley Turner Bowrey 6-3 7-5     | Robyn Ebbern Margaret Smith-Court |               |                     |
| 28 ottobre | Perth Spring Tournament 1962 Perth, Australia Singolare - Doppio                             | Helen Plaisted 6-3 6-4                      | Gwenda Don                        |               |                     |
| 28 ottobre | Perth Spring Tournament 1962 Perth, Australia Singolare - Doppio                             |                                             |                                   |               |                     |

### Novembre
| Settimana   | Torneo                                                                                               | Vincitore                                  | Finalista                           | Semifinalisti | Eliminati ai quarti |
| ----------- | --- | ------------------------------------------ | ----------------------------------- | ------------- | ------------------- |
| 4 novembre  | Argentina International Championships 1962 Buenos Aires, Argentina Terra rossa Singolare - Doppio    | Norma Baylon 5-7 6-4 6-3                   | Vera Sukova Puzejova                |               |                     |
| 4 novembre  | Argentina International Championships 1962 Buenos Aires, Argentina Terra rossa Singolare - Doppio    | Norma Baylon Renee Schuurman 6-1 6-3       | Mabel Bove Graciela Lombardi        |               |                     |
| 5 novembre  | Carlyon Bay Indoors 1962 St. Austell, Gran Bretagna Campo indoor Singolare - Doppio                  | Angela Mortimer 6-3 6-4                    | Ann Haydon Jones                    |               |                     |
| 5 novembre  | Carlyon Bay Indoors 1962 St. Austell, Gran Bretagna Campo indoor Singolare - Doppio                  |                                            |                                     |               |                     |
| 10 novembre | Western Australian Championships 1962 Perth, Australia Erba Singolare - Doppio                       | Christine Truman 6-0 6-8 10-8              | Lesley Turner Bowrey                |               |                     |
| 10 novembre | Western Australian Championships 1962 Perth, Australia Erba Singolare - Doppio                       | Rita Bentley Elizabeth Starkie 6-3 6-8 6-3 | Helen Plaisted Lesley Turner Bowrey |               |                     |
| 10 novembre | Palace Hotel Covered Court Championships 1962 Torquay, Gran Bretagna Campo indoor Singolare - Doppio | Angela Mortimer 7-5 6-3                    | Ann Haydon Jones                    |               |                     |
| 10 novembre | Palace Hotel Covered Court Championships 1962 Torquay, Gran Bretagna Campo indoor Singolare - Doppio | Angela Mortimer Ann Haydon Jones 6-4 6-4   | Deidre Catt Frances Walton          |               |                     |
| 13 novembre | Golden Andes Tournament 1962 Mendoza, Argentina Terra rossa Singolare - Doppio                       | Vera Sukova Puzejova 6-4 6-4               | Norma Baylon                        |               |                     |
| 13 novembre | Golden Andes Tournament 1962 Mendoza, Argentina Terra rossa Singolare - Doppio                       |                                            |                                     |               |                     |
| 13 novembre | Central America and Panama Championships 1962 Città del Guatemala, Guatemala Singolare - Doppio      | Miriam Kararek 6-4 7-5                     | Bea Sauer                           |               |                     |
| 13 novembre | Central America and Panama Championships 1962 Città del Guatemala, Guatemala Singolare - Doppio      |                                            |                                     |               |                     |
| 17 novembre | South Australian Championships 1962 Adelaide, Australia Erba Singolare - Doppio                      | Margaret Smith-Court 6-1 6-2               | Christine Truman                    |               |                     |
| 17 novembre | South Australian Championships 1962 Adelaide, Australia Erba Singolare - Doppio                      | Robyn Ebbern Margaret Smith-Court 6-2 6-2  | Madonna Schacht Christine Truman    |               |                     |
| 19 novembre | Chilean International Championships 1962 Santiago, Cile Terra rossa Singolare - Doppio               | Vera Sukova Puzejova 6-3 6-2               | Renee Schuurman                     |               |                     |
| 19 novembre | Chilean International Championships 1962 Santiago, Cile Terra rossa Singolare - Doppio               |                                            |                                     |               |                     |
| 25 novembre | Thanksgiving Tournament 1962 Corpus Christi, USA Singolare - Doppio                                  | Karen Hantze Susman 4-6 12-10 7-5          | Yola Ramírez                        |               |                     |
| 25 novembre | Thanksgiving Tournament 1962 Corpus Christi, USA Singolare - Doppio                                  |                                            |                                     |               |                     |

### Dicembre
| Settimana   | Torneo                                                                           | Vincitore                                 | Finalista                            | Semifinalisti | Eliminati ai quarti |
| ----------- | -------------------------------------------------------------------------------- | ----------------------------------------- | ------------------------------------ | ------------- | ------------------- |
| 1º dicembre | New South Wales Championships 1962 Sydney, Australia Erba Singolare - Doppio     | Margaret Smith-Court 8-6 6-2              | Lesley Turner Bowrey                 |               |                     |
| 1º dicembre | New South Wales Championships 1962 Sydney, Australia Erba Singolare - Doppio     | Lesley Turner Bowrey Jan Lehane 6-4 6-3   | Elizabeth Starkie Judy Tegart-Dalton |               |                     |
| 16 dicembre | Victorian Championships 1962 Melbourne, Australia Erba Singolare - Doppio        | Margaret Smith-Court 6-4 8-6              | Lesley Turner Bowrey                 |               |                     |
| 16 dicembre | Victorian Championships 1962 Melbourne, Australia Erba Singolare - Doppio        | Margaret Smith-Court Robyn Ebbern 6-4 6-0 | Jan Lehane Lesley Turner Bowrey      |               |                     |
| 30 dicembre | Royal South Yarra Tournament 1962 Melbourne, Australia Singolare - Doppio        | Judy Tegart-Dalton 6-4 2-6 6-0            | Kerry Melville Reid                  |               |                     |
| 30 dicembre | Royal South Yarra Tournament 1962 Melbourne, Australia Singolare - Doppio        |                                           |                                      |               |                     |
| 31 dicembre | Eastern Province Championships 1962 Port Elizabeth, Sudafrica Singolare - Doppio | Maria Esther Bueno 6-4 3-6 6-3            | Darlene Hard                         |               |                     |
| 31 dicembre | Eastern Province Championships 1962 Port Elizabeth, Sudafrica Singolare - Doppio | Maria Ester Bueno Darlene Hard walkover   | Jean Forbes Renee Schuurman          |               |                     |